# Syntormon freymuthae
Syntormon freymuthae är en tvåvingeart som beskrevs av Friedrich Hermann Loew 1873. Syntormon freymuthae ingår i släktet Syntormon och familjen styltflugor. Arten har ej påträffats i Sverige. Inga underarter finns listade i Catalogue of Life.